# Governador Luiz Rocha
Governador Luiz Rocha är en kommun i Brasilien.   Den ligger i delstaten Maranhão, i den östra delen av landet, 1 200 km norr om huvudstaden Brasília. Antalet invånare är 7 337.
Omgivningarna runt Governador Luiz Rocha är huvudsakligen savann. Runt Governador Luiz Rocha är det glesbefolkat, med 16 invånare per kvadratkilometer.